# Província de Sud Cinti

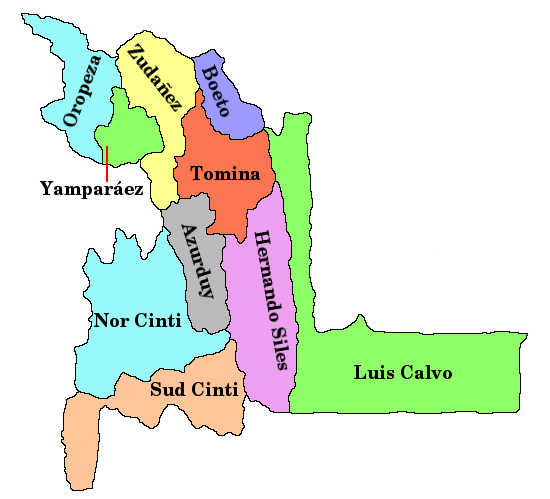
Les províncies del Departament de Chuquisaca

La província de Sud Cinti és una de les 10 províncies del Departament de Chuquisaca a Bolívia. La seva capital és Villa Abecia.